# إعلام

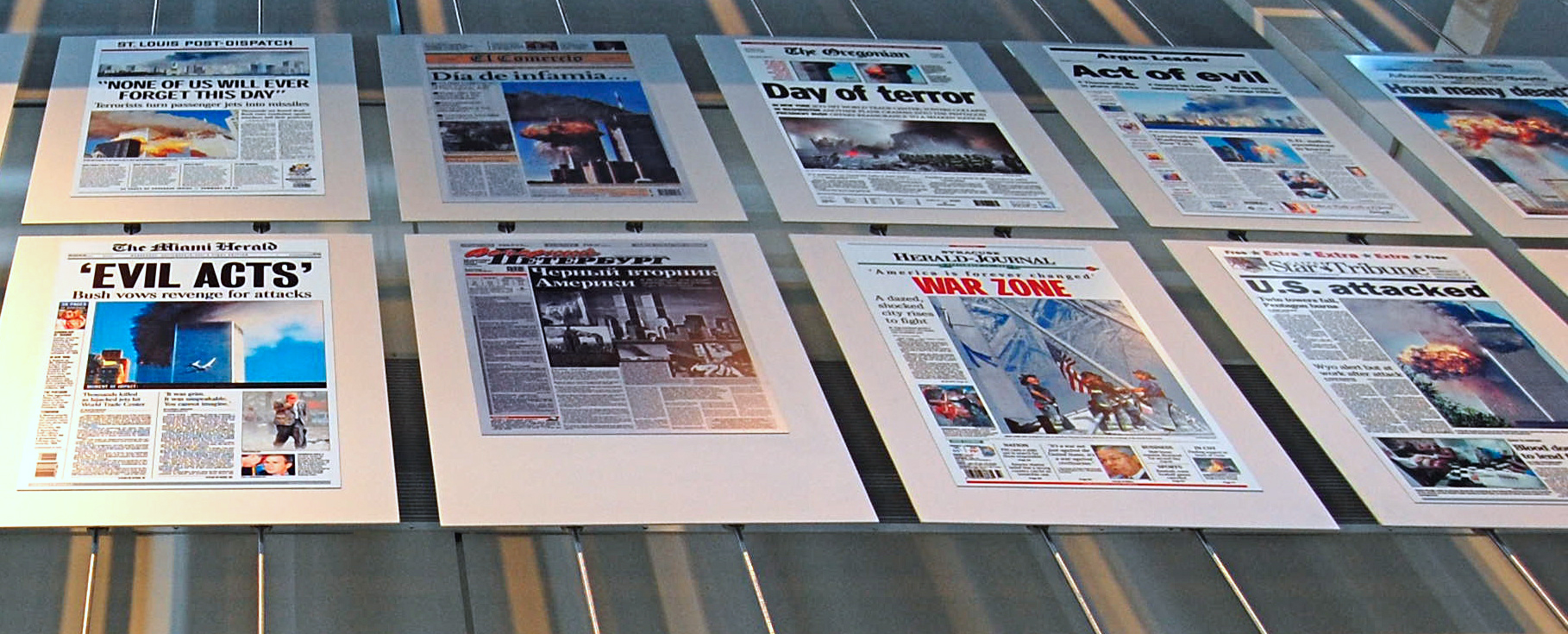
صحف مختلفة

الإعلام هو مصطلح يطلق على أي وسيلة أو تقنية أو منظمة أو مؤسسة تجارية أو أخرى غير ربحية، عامة أو خاصة، رسمية أو غير رسمية، مهمتها نشر الأخبار ونقل المعلومات، إلا أن الإعلام يتناول مهاما متنوعة أخرى، تعدت موضوع نشر الأخبار إلى موضوع الترفيه والتسلية خصوصا بعد الثورة التلفزيونية وانتشارها الواسع). تطلق على التكنولوجيا التي تقوم بمهمة الإعلام والمؤسسات التي تديرها اسم وسائل الإعلام، كما يُطلق على الأخيرة تعبير السلطة الرابعة للإشارة إلى تأثيرها العميق والواسع.

## وظيفة الإعلام
في الدول الديموقراطية تؤول وظيفة إعلام الجمهور وتكوين الرأي العام إلى الصحافة بصفة رئيسية، ومن خلال عملها تقوم أيضا بالنشاط النقدي والرقابة العامة منها نشر الاخبار وإعطاء وتوظيف المعلومات التي يجهلها المتلقي. تلك الوظائف تختلف في مدى حيادها ومصداقيتها بحيث تنفع الجمهور. والعلم التخصصي الذي يهتم بدراسة تاريخ وفاعلية الإعلام يسمى «علم الإعلام».
وظائف الإعلام مختلفة:
- تمثيل الرأي العام وتمثيل مؤسسات، ومنها الإعلان التجاري والتسويق والدعاية والتواصل مع الجمهور والتواصل السياسي،
- الترفيه مثل التمثيليات والموسيقى والرياضة والقراءة العامة، ثم ظهر خلال أواخر القرن الماضي الفيديو وألعاب الحاسوب،
- تقديم خدمات للجمهور، وإعلانات.
- التعليم.
- الإرشاد

## أنواع وسائل الإعلام
تتعدد أنواع وسائل الإعلام في عصرنا الحالي ونجد من بينها 3 أنواع:
الإعلام المكتوب (المطبوع): كالجرائد والمجلات وغيرها.
الإعلام المرئي: ويقصد به التلفاز والحاسوب.
الإعلام المسموع: ويعني به الإذاعة أو الراديو.

## أنواع أخرى من وسائل الاعلام
- تلفاز
- المذياع
- الإنترنت من خلال بعض المواقع
- وسائل التواصل الاجتماعية الحديثة مثل الفيس بوك و الواتس اب

## مواقع اخبارية إلكترونية
مزاياها :
- وسيلة حديثة ومتقدمة.
- يستطيع العالم في وقت واحد مشاهدة الإعلان.
- تسهيل عملية تبادل المعلومات.
- توفير الجهد والوقت.

## وسائل إعلام مرئية ومسموعة
- إذاعات
- قائمة القنوات الفضائية
- قناة فضائية.

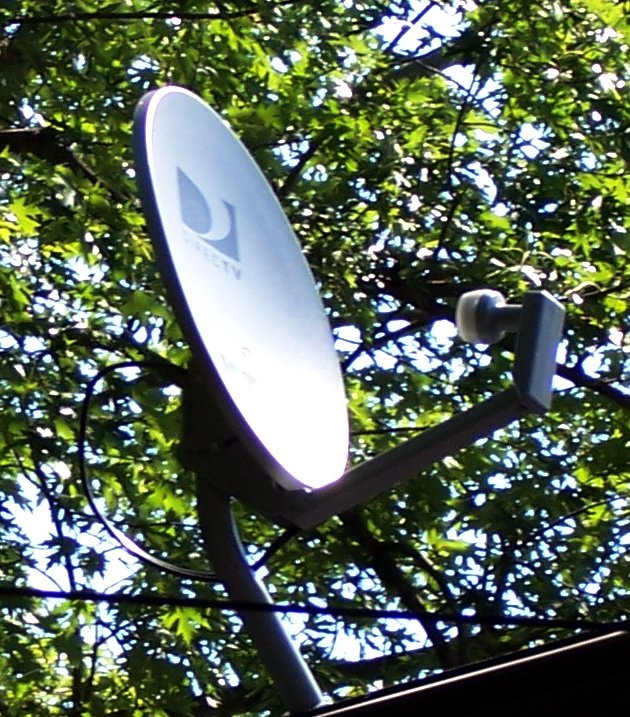
طبق قمر صناعي للاستقبال المنزلي.

- السينما : تشكل واحدة من أهم وسائل الإعلام الأمريكية عن طريق إنتاج الأفلام السينمائية.